# Nationalpark Vorpommersche Boddenlandschaft
Der Nationalpark Vorpommersche Boddenlandschaft ist mit einer Fläche von offiziell 786 km² der größte Nationalpark des Bundeslandes Mecklenburg-Vorpommern und der drittgrößte in Deutschland. Er erstreckt sich über den westlichen Teil der vorpommerschen Ostseeküste und umfasst sowohl innere als auch äußere Küstengewässer. Der Nationalpark wurde im Zuge des Nationalparkprogramms der DDR zum 1. Oktober 1990 ausgewiesen.

## Die Zusammensetzung des Nationalparks
Etwa die Hälfte der Fläche des Nationalparks ist offene Ostsee, mehr als ein weiteres Viertel umfasst Teile der Boddengewässer der Darß-Zingster Boddenkette und der Westrügener Bodden. Geschützt sind somit Flachwassergebiete (in der Ostsee orientiert sich die Nationalparkgrenze auch an der Zehn-Meter-Tiefenlinie) mit einer sehr reichhaltigen Flora und Fauna. Wesentlich zur Vielfalt tragen die unterschiedlichen Salzgehalte der Brackwasserlebensräume Ostsee und Bodden bei. So besucht der Ostsee-Hering regelmäßig die flachen Buchten, um hier zu laichen.
Die im Nationalpark enthaltenen Landflächen umfassen Teile des Darß und der Halbinsel Zingst sowie den Großteil der Insel Hiddensee. Außerdem ist ein schmaler, dem Bodden benachbarter Streifen der Insel Rügen im Nationalpark. Kiefern- und Buchenwälder bewachsen große Teile der Landfläche, wie etwa im Darßwald. In unbewaldeten Bereichen kommen Küstenüberflutungsmoore vor.

## Ziel des Nationalparks
Ein wesentliches Ziel des Nationalparks Vorpommersche Boddenlandschaft ist der Erhalt der natürlichen Dynamik der Landschaft, die sich zum Beispiel in stetigen Küstenveränderungen äußert. Dem Bodenabtrag an Kliffs stehen große, immer noch weiter wachsende Anlandungsgebiete, etwa am Darßer Ort oder am Bessin (auf Hiddensee), gegenüber.
Der Nationalpark Vorpommersche Boddenlandschaft ist eines der wichtigsten touristischen Ziele Mecklenburg-Vorpommerns. Berühmt ist er zum Beispiel als herbstlicher Rastplatz von Kranichen.

## Das Windwatt – Besonderheit der Boddenlandschaft
Anders als im Wattenmeer der Nordsee bestimmen nicht Ebbe und Flut das Geschehen in den Flachwasserzonen des Nationalparks. Jedoch kommt es zu windbedingten Wasserstandsschwankungen von (im Extremfall) mehreren Metern. Einige besonders flache Bereiche fallen regelmäßig bei ablandigem Wind trocken.
Diese Windwatten bieten ein großes Nahrungsangebot für die im Herbst vorbeiziehenden Zugvögel. Für die Kraniche, die auf ihrem Zug die vorpommersche Boddenlandschaft überqueren, sind die an die Windwatten grenzenden Flachwasserbereiche während der Zugzeit einer der wichtigsten Schlafplätze in Westeuropa. Bemerkenswerte Windwatten gibt es nördlich vom Darßer Ort, südlich des Bessins und zwischen Gellen, Bock und Pramort.

## Tierwelt
Regelmäßige Gäste des Nationalparks sind Kegelrobben, die sich im Gebiet allerdings nicht fortpflanzen. Auch Seehunde kann man beobachten. Nur gelegentlich kommen Schweinswale vor. Der Nationalpark ist auch Heimat des Fischotters. Auf den Landflächen kommen Rehe, Wildschweine und Rothirsche vor, vor allem im Gebiet des Zingst trifft man auch auf Damhirsche. Auf Hiddensee gibt es darüber hinaus einen kleinen Bestand an Mufflons. Darüber hinaus gibt es zahlreiche Kleinsäuger, wie die Zwergmaus. Auch verschiedene Fledermäuse, wie Rauhautfledermaus, Zwergfledermaus und Abendsegler, können beobachtet werden.
Die Boddengewässer stellen ein wichtiges Überwinterungsgebiet für Zugvögel dar und bilden darüber hinaus ein wichtiges Brutgebiet für viele Vögel. Insgesamt brüten 163 Vogelarten im Nationalpark, von denen 67 auf der Roten Liste Deutschlands stehen. Ein großer Besuchermagnet sind die großen Scharen von etwa 60.000 Graukranichen, die zwischen September und November im Gebiet Station machen. Die Bodden sind Heimat von 48 Fischarten. Häufig sind Blei, Plötze, Europäischer Aal, Dreistachliger sowie Neunstachliger Stichling, Flussbarsch, Zander und Hecht.

## Probleme und Mängel des Nationalparks
Der Nationalpark ist besonders durch die Gewässerverschmutzung beeinflusst. Hierzu trägt insbesondere der Nährstoffzufluss durch die intensive Landwirtschaft mit hohen Düngergaben im Nationalparkumfeld bei. Die weiträumige Entwässerung von Moorflächen führt ebenfalls zu Nährstoffanreicherungen in den Bodden. Entwässerungen im Nationalpark werden durch Renaturierungsprojekte schrittweise eingestellt, so zum Beispiel im Osterwald.
Die Unterwasservegetation hat sich durch die Nährstoffeinträge gravierend verändert; zahlreiche der ehemals in großer Artenzahl verbreiteten Armleuchteralgen wurden nicht nachgewiesen. Seit knapp 20 Jahren sind Bestände der Armleuchteralge wieder im Bodden anzufinden. Bereits 1995 wiesen Wissenschaftler Armleuchteralgenbestände in der Darß-Zingster Boddenkette nach. Diese wurden 2008 noch einmal bestätigt. Seit 2013 arbeitet die Biologische Station Zingst im Projekt BACOSA (Baltic Coastal System Analysis and Status Evaluation) des KüNO-Verbundes (Küstenmeerforschung in Nord- und Ostsee) an der Bewertung der Ökosystemfunktionen und -leistungen submerser Makrophyten, die jetzt zu einem großen Teil Armleuchteralgen sind.
Der Fischadler ist nicht mehr zu beobachten. Die Sichttiefe der Bodden ist so gering geworden, dass der als Stoßtaucher jagende Adler nicht mehr ausreichend Nahrung findet.
Die intensive touristische Nutzung auf Teilen der Wasser- und Landflächen des Nationalparks bedarf einer immer wieder angepassten Besucherlenkung und laufenden Kontrolle des Schutzgebietes.
Wiederholt wurde die Bewirtschaftung der Wälder bemängelt. Sie entsprach in vielen Bereichen nicht den Kriterien, die an einen Nationalpark gestellt werden. Ein zu hoher Wildtierbesatz mit Trophäenjagd und ohne wildbiologische Begründung sowie Laubholzeinschlag und Aufforstungen mit zudem standortfremden Gehölzen wurden bemängelt. Daher wurde dem Nationalparkamt im Jahr 2006 das FSC-Siegel aberkannt. Mittlerweile hält sich die Nationalparkverwaltung nach eigenen Angaben an die Richtlinie zur Behandlung der Wälder in den Nationalparken von Mecklenburg-Vorpommern und an die Verordnung zur Regelung der Jagdausübung in den Nationalparken des Landes Mecklenburg-Vorpommern. Es finden weder Laubholzeinschlag noch Aufforstungen mit standortfremden Gehölzen statt. Seit 2013 werden keine Bäume mehr gepflanzt, seit 2017 auch nicht mehr zur Nutzung, nur noch zur Pflege und Sicherheit entnommen.
Jagd findet zum Zweck des Wildtiermanagements nur in Ausnahmefällen statt. Trophäen werden im Nationalpark nicht als solche genutzt oder bewertet und sind kein Ziel der Jagd. Sie verbleiben im Nationalparkamt und dienen der Bildung und Forschung.

## Bilder

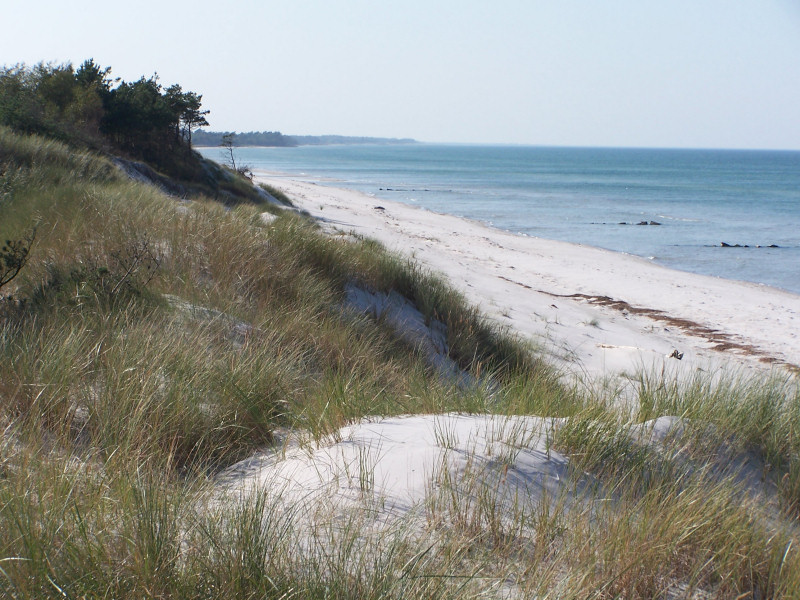
Der östliche Küstenabschnitt
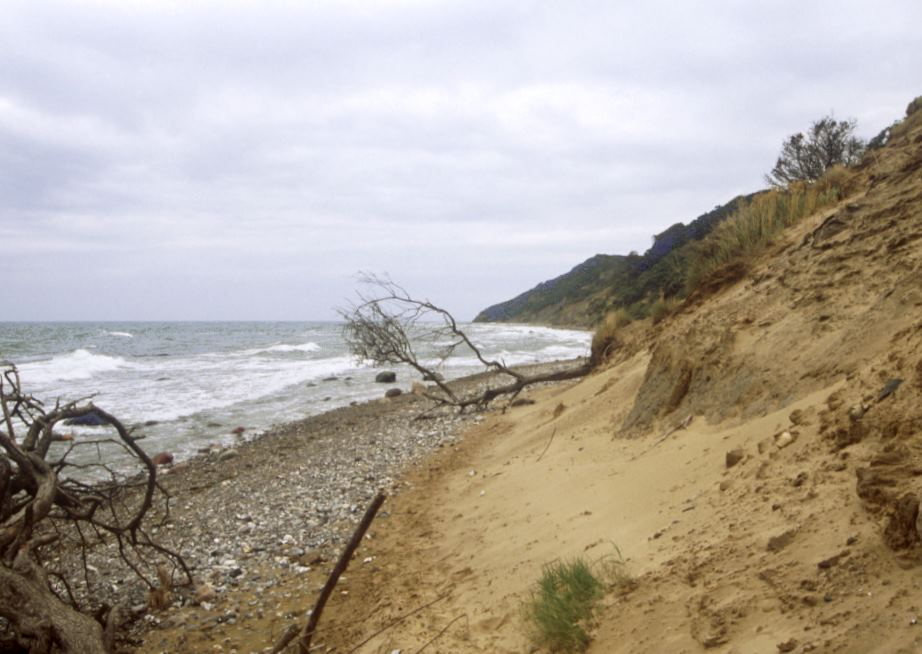
Steilufer auf der Insel Hiddensee
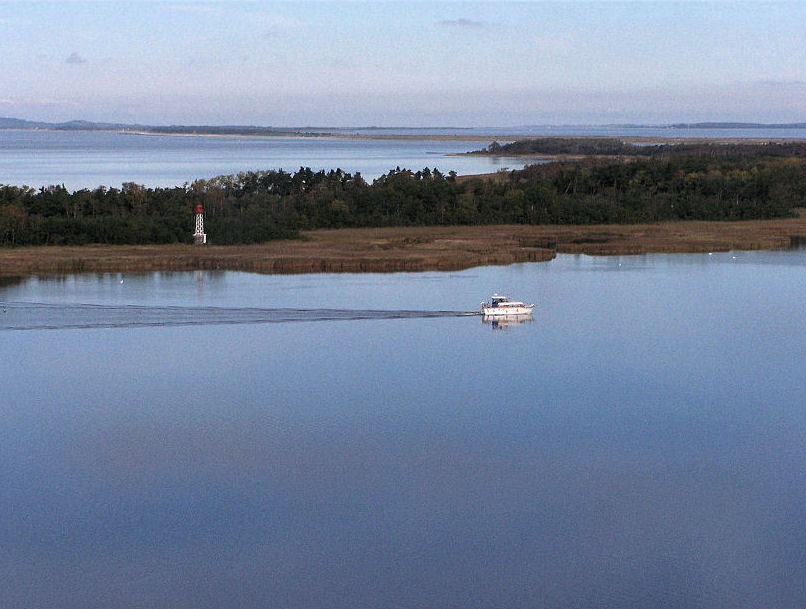
Blick von Barhöft über Bock und Gellen nach Hiddensee (Standort)
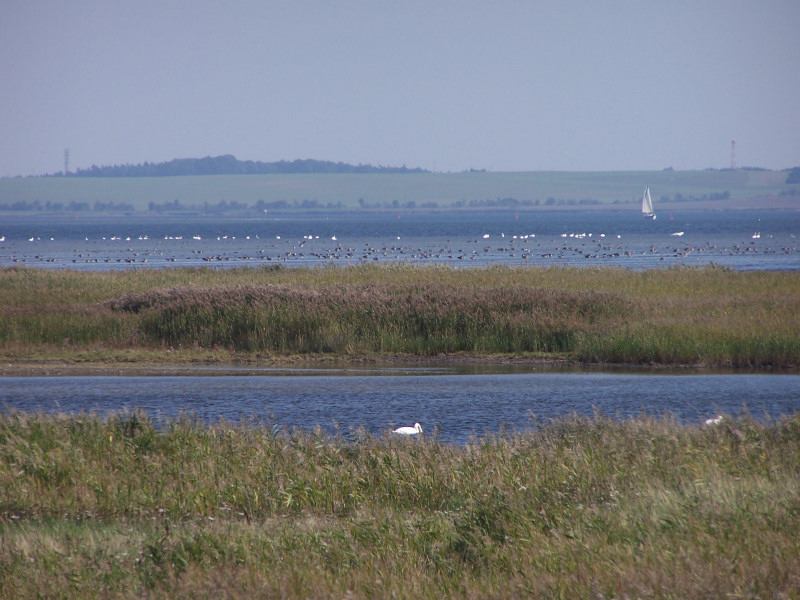
Pramort
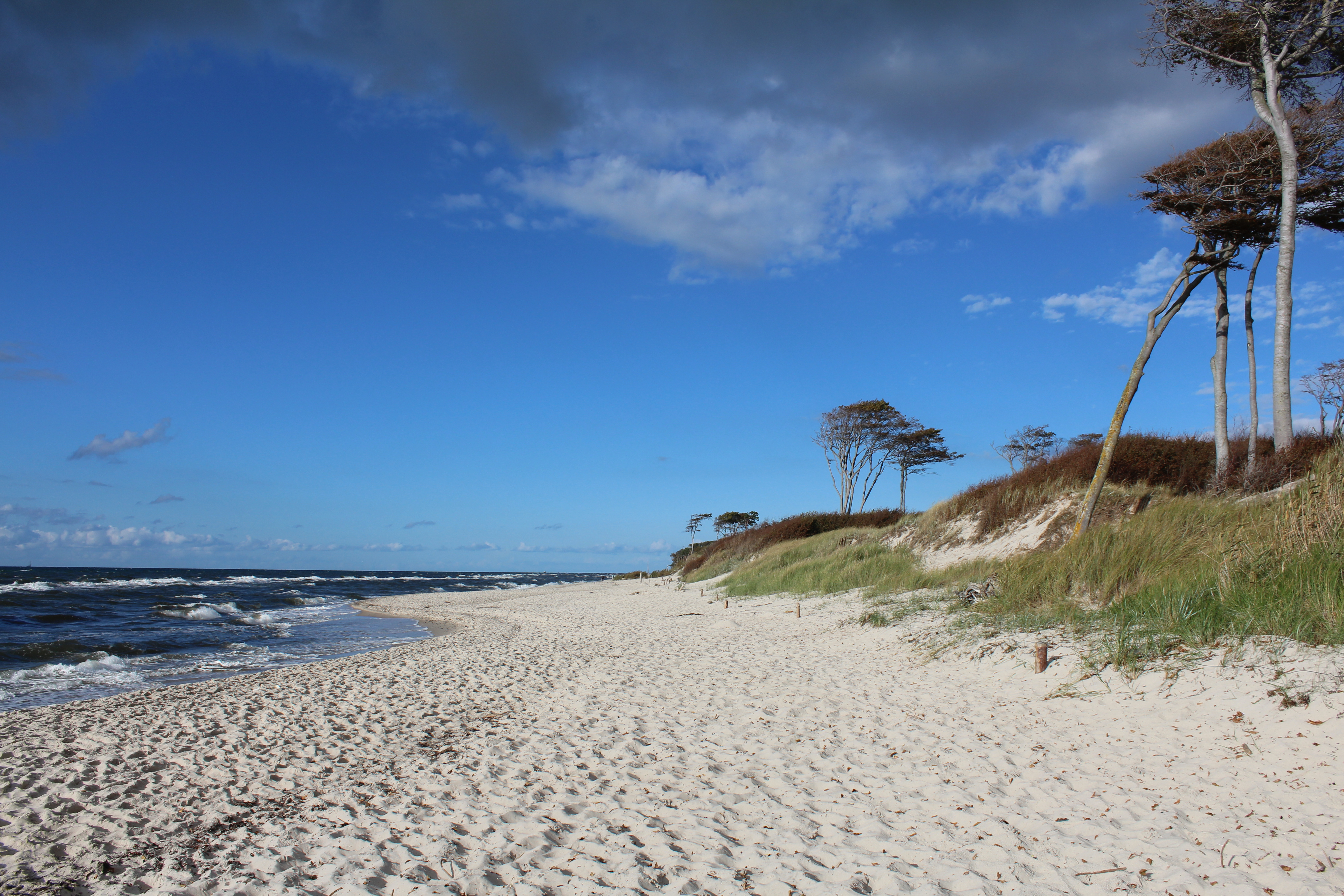
Natürlich belassener Weststrand, kurz vor dem Darßer Ort

## Filmografie
- Im Nationalpark Vorpommersche Bodenlandschaft. Dokumentarfilm, 45 Min., Deutschland, 1997, von Ina Knobloch und Manfred Praxl, Produktion: Komplett-Media-GmbH, Grünwald (ISBN 3-89672-489-4), Im Nationalpark Vorpommersche Boddenlandschaft – Kurzbeschreibung (Memento vom 30. Juni 2007 im Internet Archive) des MDR